# Lumír Poláček
Lumír Poláček (* 5. listopadu 1960, Brno, Československo) je český archeolog zabývající se archeologií raného středověku, zaměřuje se na problematiku hospodářství, sídlištní archeologii centrálních lokalit, osídlení v údolních nivách a paleoekologii. Má dvě dcery, Kateřinu (2002) a Alenu (1999).

## Život
Po studiu archeologie na univerzitě Jana Evangelisty Purkyně v letech 1981-85 (titul PhDr. v roce 1988) působil jako archeolog v Západomoravském muzeu v Třebíči (1986-88 a poté přestoupil na Archeologický ústav ČSAV/AV ČR v Brně, kde působí dodnes.(6/2013) Od roku 1992 působil, jako odborný pracovník pracoviště v Mikulčicích a od roku 1993 až dosud (6/2013) zde působí, jako jeho vedoucí. Je autorem stálé výstavy Velkomoravské Mikulčice NKP Slovanské hradiště v Mikulčicích.